# Mk 24 Tigerfish
Der Mk 24 Tigerfish ist ein schwerer  britischer Torpedo der Firma Marconi im Kaliber 53,3 cm.

## Geschichte
Die Ursprünge des Mk 24 Tigerfish gehen auf das britische Torpedoprojekt mit dem Codenamen Ongar aus dem Jahr 1959 zurück. 1970 bemerkte man, dass die im Projekt einbezogene Technik nicht durch die Marine selbst zu bewältigen war. Also beschloss man 1972 die Firma Marconi mit der Fortführung des Projektes zu betrauen. 1979 wurde der erste Mk 24 Tigerfish durch die Flotte in Dienst gestellt. Obwohl es immer noch Probleme gab, die man versuchte mit dem Modell I und Modell II zu lösen, gelang das nie ganz. Seit die britische Marine hauptsächlich amerikanische Modelle wie den Mark 48 benutzt, wurde der Tigerfish immer mehr aus dem Dienst gezogen. 1997 wurde der letzte Tigerfish verschossen.

## Technik
Der Tigerfish ist ein drahtgelenkter, elektrisch angetriebener Schwergewichtstorpedo. Zum Antrieb dient ein Elektromotor, der seine Energie aus zwei Silberoxid-Zink-Batterien bezieht. Die Überwachung des ersten Teils des Zielanlaufes erfolgt von Bord des abfeuernden Schiffes. Im zweiten Teil übernimmt ein aktiv/passiver Panoramasuchkopf den weiteren Zielanlauf automatisch.